# Left Coast Punk
Left Coast Punk è un EP del gruppo punk rock statunitense MxPx, pubblicato a fine 2009.

## Tracce
1. One Step Further
2. Desperate to Understand
3. Broken
4. Shanghaied In Shanghai
5. Hopeless Case
6. End